# Éponymie

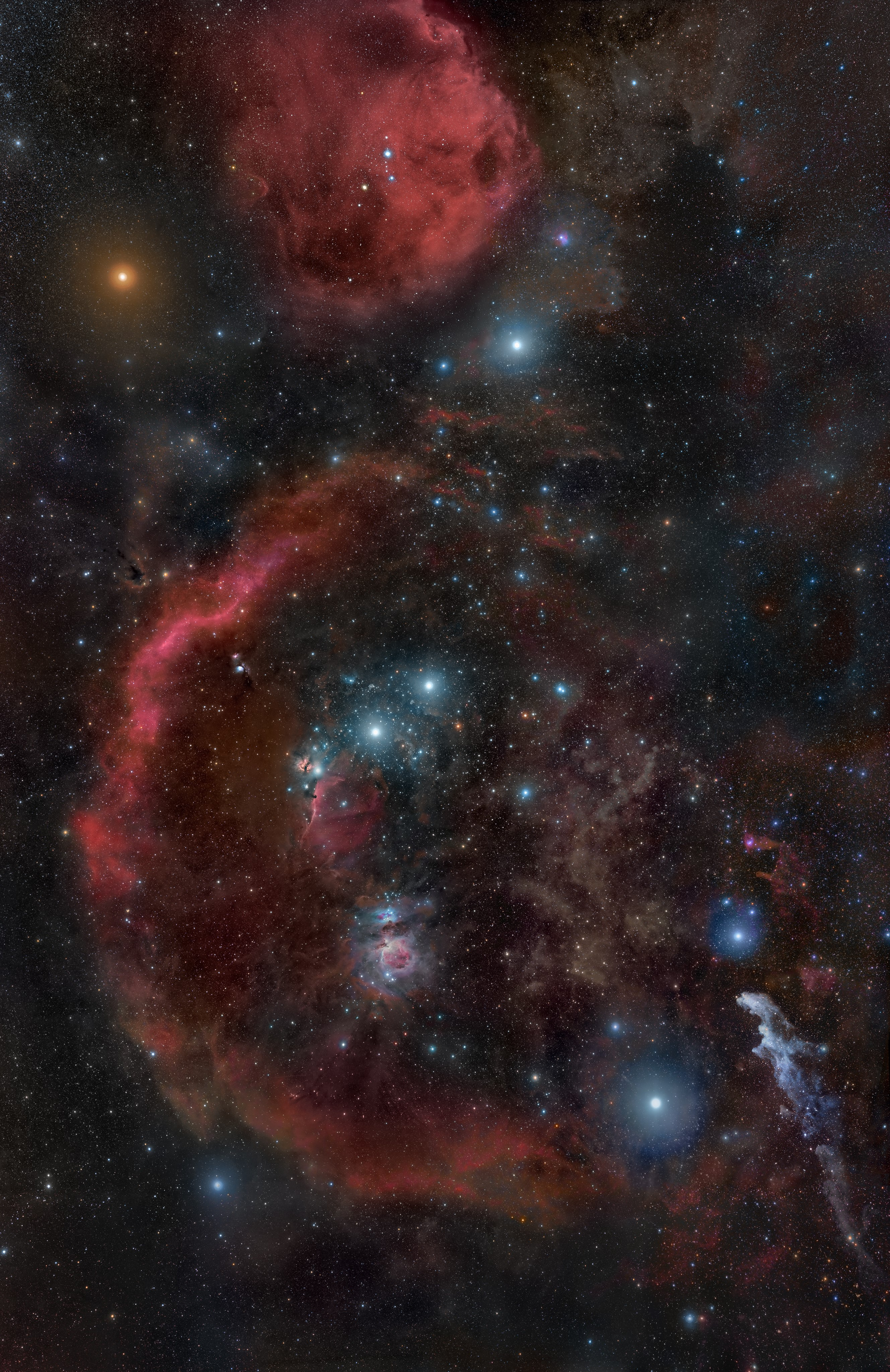
Le héros mythologique grec Orion est l'éponyme de la constellation d'Orion, représentée ici, et donc indirectement du vaisseau spatial Orion.

L’éponymie est le fait de « donner son nom à » quelque chose. 
Ainsi, le mot « poubelle » vient du nom d'Eugène Poubelle, préfet de la Seine qui, en imposant l'usage de ce dispositif, lui a « donné son nom » et est ainsi devenu l'éponyme des boîtes à ordures. La désignation de l'objet par le nom de son inventeur est ici le fruit d'un processus métonymique.
L'éponymie peut également obéir à d'autres raisons : elle peut notamment permettre de rendre hommage à une personnalité.

## Étymologie
Le terme vient du grec ancien ἐπώνυμος / epônumos, « qui donne son nom à », composé de ἐπί / epí, « sur », et de ὄνομα / ónoma, « nom »,.

## Définitions
Le Petit Larousse définit l'adjectif « éponyme » ainsi : « Qui donne son nom à quelque chose. Athéna, déesse éponyme d'Athènes. » Le Trésor de la langue française informatisé définit, par extension, l'adjectif « éponyme » ainsi : « (Celui, celle, ce) qui donne son nom à quelque chose ou à quelqu'un, à qui l'on se réfère, que l'on vénère. »
Le mot « éponyme » désigne un nom commun formé à partir d'un nom propre, « sans autre changement que la perte de la majuscule initiale au profit de la minuscule, par onomastisme ». Cependant, cette définition n'est pas reconnue par tous les chercheurs dont beaucoup pensent que « l'éponyme est une forme générale qui se réfère à tout dérivé de nom propre ».
« Éponyme » est souvent utilisé à tort — sous l'influence de l'anglais — pour désigner l'objet ayant reçu son nom d'un personnage ou d'un objet (exemple : « Johnny est le dernier album éponyme de Johnny Hallyday »), ou à la place du qualificatif « homonyme ». Quoique fréquent, cet usage demeure déconseillé, notamment lorsque c'est une chose — et non une personne — qui donne son nom à une autre. Dans sa version en ligne, le Dictionnaire Larousse donne un exemple de cette pratique en la signalant comme abusive.
L'Office québécois de la langue française définit « éponyme » : « Qui donne son nom à quelque chose ou, plus rarement, à quelqu'un » et son emploi dans le domaine de la musique : « On parlera d'auteur éponyme dans le cas d'un auteur qui donne son nom à une œuvre, ou de chanson éponyme pour une chanson dont est tiré le titre de l'album. »

## Exemples

### Grèce antique
- Athéna était la déesse éponyme d'Athènes[1].
- Le magistrat éponyme était celui qui donnait son nom à l'année en cours : il pouvait s'agir d'un 
  - archonte éponyme[1], comme à Athènes[10] ou à Tínos,
  - aisymnète à Naxos[11],
  - éphore à Sparte
  - hipparque à Cyzique[12].

### Rome antique
- Les consuls donnaient leur nom à l'année de leur magistrature (« sous le consulat de X et Y »).
- Jules César (Caius Iulius Caesar) est l'éponyme de nombreuses villes romaines, dont certaines conservent encore la trace de son nom : Lillebonne (Juliobona)
- de même que l'empereur Auguste : Aoste, Augst.
- L'empereur Gratien est l'éponyme de Grenoble (Gratianopolis, auparavant appelée Cularo)[13].
- L'empereur Constantin est l'éponyme de Constantinople (auparavant Byzance), et encore aujourd'hui, d'Istanbul, déformation turque du grec eis Konstantinopolin (« à Constantinople »).
- Le nom de l'empereur Vespasien a été donné en France aux urinoirs publics[Quand ?] : les vespasiennes.

### Pays actuels
- France : Charleville, Decazeville
- Allemagne : Karlsruhe
- USA : Washington DC, Lafayette (Louisiane), Washington (État)

### Anciens empires coloniaux
- France : Louisiane (Louis XIV) ; Brazzaville (Brazza), nom conservé par la république du Congo
- Belgique : Léopoldville, nom abandonné par le Congo belge devenu indépendant
- Angleterre : Géorgie, Caroline, noms conservés après l'indépendance

### Autres cas historiques
On évoque parfois « les années de Gaulle » ou la « génération Mitterrand ». Là est bien le sens premier du mot : le grand homme nomme son temps.[pas clair]

### Astronomie
Divers objets astronomiques (planètes, planètes mineures, comètes…) sont nommées d'après des divinités, des personnes célèbres ou non, des lieux, etc.

## Emploi du terme
Le terme éponyme s'emploie surtout en littérature, histoire, archéologie, cinéma, musique, économie, biologie :
- pour une personne donnant son nom à une œuvre
- pour un personnage (dieu, héros, saint) ayant donné son nom à un lieu ou à un peuple
- pour le créateur d'une entreprise qui la baptise de son nom (Citroën, Kärcher, Vachette)
- pour une personne dont le nom a servi à nommer une espèce, soit qu'elle l'ait découverte, soit qu'il s'agisse d'un hommage

et de manière fautive :
- quand il s'agit du contraire de l'éponymie : appeler éponyme celui/celle/ce qui reçoit un nom, et non pas qui donne son nom. Cette dérive est contraire à la logique, donc à proscrire : le Littré, dictionnaire éponyme d'Émile Littré ; Croc-Blanc, roman éponyme du chien-loup imaginé par Jack London ; logiquement, on doit dire le contraire car ce sont bien Émile Littré ou le chien-loup qui sont éponymes. Ou alors on tombe dans la confusion des sens, dans l'énantiosémie.
- quand il s'agit d'homonymie ou de polysémie.

### Exemples
Au théâtre, au cinéma, en littérature, lorsqu'une pièce, un film, un récit sont nommés d'après un personnage :
- Gandhi est le personnage éponyme du film Gandhi de Richard Attenborough
- Oncle Vania est le personnage éponyme de la pièce Oncle Vania d'Anton Tchekhov
- Emma Bovary est le personnage éponyme du roman Madame Bovary de Gustave Flaubert
- Tara Duncan est l'héroïne éponyme du roman Tara Duncan
- Candide est le personnage éponyme du conte philosophique Candide de Voltaire
- En admettant un sens élargi (mais respectant la structure logique qui donne son nom à, et non pas qui reçoit son nom de) comme le fait l'OQLF, un ouvrage donnant son nom à un film ou à une œuvre artistique/musicale qui s'en inspire peut être qualifié d'éponyme : Les Misérables (1862) de Victor Hugo, roman éponyme de la comédie musicale de 1980 ; de même pour un site donnant son nom à une culture, une civilisation, une époque archéologique ou historique : le site de Lapita (à Koné, plage de Foué), éponyme de la civilisation et du peuple Lapita.

En musique, l'expression « album éponyme » est assez répandue dans le milieu musical rock et pop pour désigner un album n'ayant pas d'autre titre que le nom de l'auteur (généralement le nom d'un groupe). Cependant, cette expression est fautive et « artiste éponyme » doit lui être préférée. Par exemple :
- America, premier album du groupe éponyme
- Mariah Carey, premier album de la chanteuse éponyme.

En économie :
- lorsque l'entreprise porte le nom de son créateur. On écrira par exemple : « Victor-Auguste Poulain, créateur éponyme en 1848 de la marque de chocolat » et non pas « Victor-Auguste Poulain, créateur en 1848 de la marque éponyme de chocolat ».

Une association créée en France en 1999 fédère ces entreprises. Il en existe des milliers dans le monde et dans tous les secteurs d'activité dont Avis, Bernardaud, Bloomberg, Bombardier, Bonduelle, Breguet, Cartier, Dassault, Dell, Gallimard, Heinz, Illy, JCDecaux, Kellogg, Mars, Michelin, Opinel, Ricard, Taittinger, Toyota…
En biologie :
- lorsque le nom donné à une espèce végétale ou animale est dérivé du nom d'une personne à qui on rend ainsi hommage. Exemples : la Linnée boréale, Linnaea borealis, est une Caprifoliaceae nommée en l’honneur de Carl von Linné ; Boissiera est un genre de Poaceae dont le nom rappelle Pierre Edmond Boissier. Il existe de nombreux exemples qui concernent des animaux et des végétaux qui portent le nom d'une célébrité.

### En anglais
En anglais, si le substantif eponym désigne comme en français la personne réelle ou fictive qui transmet son nom, l'adjectif eponymous peut qualifier indifféremment celui qui donne son nom ou la chose qui le reçoit,, même si cette dernière acception est déconseillée[Par qui ?] (namesake est plus approprié dans ce cas)[réf. nécessaire]. Eponymous peut également servir parfois à qualifier la personne qui sert de modèle à un personnage de fiction, sans lui donner pour autant son nom : « Alceste is the eponymous hero of Moliere's Le Misanthrope ».